# Объединённая ракетно-космическая корпорация
Основным (приоритетным) направлением деятельности АО «ОРКК» является учет имущественного комплекса организаций Госкорпорации «Роскосмос», в том числе владение активами (пакетами акций/долями участия) группы дочерних обществ с целью контроля.
АО «ОРКК» имеет Филиал акционерного общества «Объединенная ракетно-космическая корпорация» — «Научно-исследовательский институт космического приборостроения» (филиал АО «ОРКК» — «НИИ КП»). Филиал АО «ОРКК» — «НИИ КП» является ведущей организацией Госкорпорации «Роскосмос» по контролю и обеспечению стойкости электронной компонентной базы и радиоэлектронной аппаратуры космических аппаратов к воздействию ионизирующих излучений космического пространства, а также головная организация Межведомственного центра радиационных испытаний электронной компонентной базы по номенклатуре Роскосмоса.
Филиал АО «ОРКК» — «НИИ КП» направляет свою деятельность на развитие технологии производства сертифицированных и зарегистрированных в Авиарегистре Межгосударственного авиационного комитета (МАК) авиационных бортовых радиомаяков системы КОСПАС/САРСАТ, персональных радиомаяков с встроенными приемниками ГЛОНАСС/GPS и средств симплексной голосовой связи для взаимодействия с поисковыми службами и увеличение их серийного выпуска. Предприятие осуществляет разработку и производство малогабаритных бортовых радиотелеметрических передающих устройств, антенно-приемных устройств, а также приборов для их контроля, отвечающих по параметрам излучаемого спектра радиопередающих устройств, требованиям основных международных телеметрических стандартов IRIG (США) и CNES. Штаб-квартира расположена в Москве.

## История
Компания основана в 2014 году на базе ОАО «Научно-исследовательский институт космического приборостроения» в целях реализации указа Президента России № 874 от 02 декабря 2013 года «О системе управления ракетно-космической отраслью».
В декабре 2016 года 100 % акций АО «ОРКК» передано Госкорпорации «Роскосмос» в качестве имущественного взноса Российской Федерации в соответствии с Указом Президента Российской Федерации № 221 «О мерах по созданию Государственной корпорации по космической деятельности «Роскосмос».
В структуру АО «ОРКК» входит филиал «НИИ КП», который является ведущим разработчиком и поставщиком перспективных бортовых и наземных приборов навигационной аппаратуры с использованием сигналов спутниковых систем ГЛОНАСС/GPS, а также аппаратуры контрольно-корректирующих станций, предназначенной для повышения точности определения местоположения подвижных объектов.

## Собственники и руководство
Единственным акционером корпорации является Российская Федерация.
Руководство: 
- март 2014 — январь 2015 — Комаров, Игорь Анатольевич
- январь 2015 — июнь 2018 — Власов, Юрий Венимаминович
- июнь 2018 — сентябрь 2020 — Жерегеля, Андрей Васильевич
- октябрь 2020 — январь 2021 — Гуреев, Сергей Борисович
- январь 2021 — октябрь 2022 - Данилов, Александр Вячеславович
- октябрь 2022 - октябрь 2024 - Шангин, Дмитрий Владимирович
- октябрь 2024 — настоящее время — Берг, Алексей Геннадьевич

## Состав корпорации
В октябре 2014 года в состав корпорации вошли следующие холдинги и предприятия:
- АО «„Информационные спутниковые системы“ им. академика М. Ф. Решетнёва»;
- АО «Научно-производственная корпорация „Системы прецизионного приборостроения“»;
- АО «Научно-производственная корпорация „Космические системы мониторинга, информационно-управляющие и электромеханические комплексы“ им. А. Г. Иосифьяна»;
- АО «Российская корпорация ракетно-космического приборостроения и информационных систем»;
- АО «Государственный ракетный центр им. академика В. П. Макеева»;
- АО «Ракетно-космическая корпорация „Энергия“ им. С. П. Королева»; (НПО "Энергия")
- АО «НПО Энергомаш им. академика В. П. Глушко»; (НПО "Энергия")
- АО «Институт подготовки кадров машиностроения и приборостроения»; (ВУМЛ)
- АО «Научно-производственное объединение „Искра“»;
- АО «Машиностроительный завод „Арсенал“»;
- АО «Композит». (ЦНИИМВ)

## Деятельность
Приоритетные направления деятельности корпорации: 
2014—2018 — разработка, производство, испытания, поставка, модернизация и реализация ракетно-космической техники; сопровождение её эксплуатации, гарантийное и сервисное обслуживание, ремонт.
2018 — 2020 — развитие проектов диверсификации, производство продукции гражданского назначения и осуществление деятельности по работе с непрофильными активами предприятий ракетно-космической отрасли.
2021 — н.в. — учет имущественного комплекса организаций Госкорпорации «Роскосмос», в том числе владение активами (пакетами акций/долями участия) группы дочерних обществ с целью контроля.